# Schistura schultzi
Schistura schultzi är en fiskart som först beskrevs av Smith, 1945.  Schistura schultzi ingår i släktet Schistura och familjen grönlingsfiskar. IUCN kategoriserar arten globalt som otillräckligt studerad. Inga underarter finns listade i Catalogue of Life.